# Родна кућа Исидоре Секулић
Родна кућа Исидоре Секулић је грађевина која је саграђена у другој половини 19. века. С обзиром да представља значајну историјску грађевину, проглашена је непокретним културним добром Републике Србије. Налази се у Мошорину, под заштитом је Покрајинског завода за заштиту споменика културе Петроварадин.

## Историја
Споменик културе је кућа саграђена у другој половини 19. века од опеке покривена фалцованим црепом и има два уздужна реда просторија, паралелних са улицом и затворени трем према дворишту. Значајна је по томе што је у њој 1877. године рођена српска књижевница Исидора Секулић чија књижевна дела представљају допринос српској литералној и културној баштини и снажан утицај на развој модерне српске критике и есејистике педесетих и шездесетих година 20. века. У централни регистар је уписана 16. фебруара 2005. под бројем СК 1892, а у регистар Покрајинског завода за заштиту споменика културе Петроварадин истог дана под бројем СК 113.